# Сен-Мартен-де-л'Іф
Сен-Мартен-де-л'Іф (фр. Saint Martin de l'If) — муніципалітет у Франції, у регіоні Нормандія, департамент Приморська Сена. Сен-Мартен-де-л'Іф утворено 1 січня 2016 року шляхом злиття муніципалітетів Беттвіль, Ла-Фольтьєр, Фревіль i Мон-де-л'Іф. Адміністративним центром муніципалітету є Фревіль. Населення — 1732 особи (01.01.2021).